# Xabier San Martín
Xabier San Martín Beldarrain (San Sebastián, Guipúzcoa, 20 de mayo de 1977) es el tecladista y compositor del grupo de pop español La Oreja de Van Gogh.

## Biografía
Nacido en San Sebastián el 20 de mayo de 1977, es el mayor de los dos hijos del matrimonio conformado por Eduardo y Mila.
Combina el trabajo para su grupo con frecuentes colaboraciones: Ni una sola palabra de Paulina Rubio o Contigo de Sergio Rivero, o un tema para el álbum de debut de Fran Perea son algunos de los ejemplos de su faceta compositiva. Puso también música a una campaña publicitaria del Banco BBVA ("Adelante"), tema interpretado por la cantante Naiara Ruz Expósito. El tema fue posteriormente utilizado en el programa de televisión Operación Triunfo.
Ingresó en la banda compuesta por los futuros integrantes de la Oreja de Van Gogh durante sus estudios de Ciencias Empresariales en la Universidad del País Vasco, siendo el último integrante masculino en ingresar en la banda, por entonces con el nombre de Los Sin Nombre.
Es el compositor de los mayores éxitos de la banda donostiarra; Rosas, La playa o Jueves entre otros.[cita requerida]

## Composiciones
Trabajo como compositor en solitario:
1. La playa
2. Rosas
3. Deseos de cosas imposibles
4. Geografía
5. Historia de un sueño
6. Escapar
7. Irreversible
8. V.O.S.
9. Cuantos cuentos cuento
10. Jueves
11. Cumplir un año menos
12. Europa VII
13. Noche de febrero / Un cuento sobre el agua
14. Paloma blanca
15. Promesas de primavera
16. Mientras quede por decir una palabra
17. Esta vez no digas nada
18. Esa chica
19. Mi pequeño gran valiente
20. Tan guapa

Compositor junto a otros miembros del grupo:
1. El 28
2. Cuéntame al oído
3. La estrella y la luna
4. Viejo cuento
5. Dos cristales
6. Lloran piedras
7. Qué puedo pedir
8. Dile al sol
9. El libro
10. La carta
11. Cuídate
12. Soledad
13. París
14. Pop
15. Dicen que dicen
16. Mariposa
17. Tu pelo
18. Tantas cosas que contar
19. Los amantes del círculo polar
20. Desde el puerto
21. Tic tac
22. Un mundo mejor
23. Tú y yo
24. La esperanza debida
25. Vestido azul
26. Adiós
27. Perdóname
28. La paz de tus ojos
29. Untitled Track (Bonustrack LQTCMTHLD)
30. Noche
31. Dulce locura
32. Perdida
33. Vuelve
34. A diez centímetros de ti
35. Mi vida sin ti
36. Inmortal
37. Más
38. La visita
39. Sola
40. El último vals
41. Palabras para Paula
42. Flores en la orilla
43. La primera versión
44. Veinte penas
45. Pequeños momentos
46. La niña que llora en tus fiestas
47. Día cero
48. Cometas por el cielo
49. Las noches que no mueren
50. El tiempo a solas
51. Un minuto más
52. Mi calle es Nueva York
53. Verano (canción)
54. Pálida luna
55. El primer día del resto de mi vida

Composiciones para otros artistas:
- Ramsey Ferrero - Me quedas tu
- Fran Perea - Qué va a ser
- Naiara Ruiz - Adelante
- Paulina Rubio - Ni una sola palabra
- Sergio Rivero - Contigo
- Danna Paola - El primer día sin ti
- Dulce María - El hechizo
- AURYN- Sentado en el banco
- AURYN- Cuando sé que estás dormida
- AURYN- El niño frente a mí
- Bely Basarte - Otra mitad
- Bely Basarte - Somos fuego
- María Parrado - 999
- Paulina Rubio - Suave y sutil
- Paulina Rubio - Ya no me engañas
- Edurne - Despiértame cuando te vayas
- Edurne - Sigo siendo la misma
- Edurne - Amores dormidos
- Dulce María - El hechizo